# Gypsy Rose Lee
Gypsy Rose Lee, nome d'arte di Rose Louise Hovick (Seattle, 9 febbraio 1911 – Los Angeles, 26 aprile 1970), è stata una ballerina e attrice statunitense ed attrice di genere burlesque e vaudeville, soprannominata la Regina dello spogliarello.

## Biografia
Sorella maggiore dell'attrice cinematografica June Havoc, Gypsy Rose Lee è stata la più celebre spogliarellista e danzatrice di varietà degli anni trenta e quaranta. Fu ispiratrice delle future pin-up Betty Grable e Tempest Storm, più giovani di lei di alcuni anni.
Lavorò come spogliarellista alle Ziegfeld Follies e scrisse un libro autobiografico intitolato semplicemente Gypsy, da cui sono stati tratti il musical Gypsy: a musical fable, diretto da Arthur Laurents nel 1959, trasposto poi nel film Gypsy - La donna che inventò lo strip-tease, diretto nel 1963 da Mervyn LeRoy. Nel 1993 venne tratta una versione per la televisione.

## Relazioni
Il 25 agosto 1937 sposò Arnold "Bob" Mizzy, da cui però divorziò poco tempo dopo. In seguito, ebbe una relazione con il produttore Mike Todd. Per ingelosirlo, si sposò con l'attore Alexander Kirkland (1901-1980): il matrimonio durò due anni, dal 1942 al 1944. L'11 dicembre 1944 diede alla luce un bambino cui venne dato il nome di Erik Lee. Figlio di Otto Preminger, il bambino venne poi chiamato successivamente Erik Kirkland, Erik de Diego ed Erik Preminger. Il suo terzo e ultimo matrimonio, celebrato nel 1948, fu con Julio de Diego, ma anche questo terminò con il divorzio.

## Filmografia parziale

### Attrice
- New York si diverte (You Can't Have Everything), regia di Norman Taurog (1937)
- Alì Babà va in città (Ali Baba Goes to Town), regia di David Butler (1937)
- Sally, Irene and Mary, regia di William A. Seiter (1938)
- La taverna delle stelle (Stage Door Canteen), regia di Frank Borzage (1943)
- Babes in Bagdad, regia di Edgar G. Ulmer (1952)
- Donna d'estate (The Stripper), regia di Franklin Schaffner (1963)
- La legge di Burke (Burke's Law) – serie TV, episodio 2x02 (1964)
- I Pruitts (The Pruitts of Southampton) – serie TV, 4 episodi (1966)

### Sceneggiatrice
- Doll Face, regia di Lewis Seiler - lavoro teatrale (1945)

## Citazioni
Gypsy Rose Lee è anche il titolo di una canzone della punk-band statunitense The Distillers contenuta nel loro album omonimo.